# Bracon asiaticus
Bracon asiaticus är en stekelart som beskrevs av Szepligeti 1906. Bracon asiaticus ingår i släktet Bracon och familjen bracksteklar. Inga underarter finns listade.